# Orthodox kereszt
Névváltozatok: bizánci kereszt, orosz kereszt, pravoszláv kereszt

 
en: eastern cross, eastern orthodox cross, byzantine cross, greek orthodox cross, slavic cross, slavonic cross, suppedaneum cross, de: russische Kreuz, ru: православный крест, la: crux orthodoxa 

Rövidítések
Az orthodox kereszt olyan kettős kereszt, melynek két vízszintes szára alatt egy kisebb ferde szár helyezkedik el. Az egyik magyarázat szerint ez az a lábtámasz, melyen megfeszítésekor Krisztus lába nyugodott és a haláltusája során ferdült el. Ez a bal (a heraldikai jobb) oldal felé emelkedik és a jó győzelmét jelképezi a rossz fölött. A vízszintes alsó szár mellett gyakran a IC XC krisztogram is látható, mely Jézus nevének a rövidítése (görög: Ιησούς Χριστός). Van a jobb oldalra (a heraldikai bal oldal felé) emelkedő változata, valamint olyan is, ahol a kettős kereszt alsó szára ferde.

A orthodox kereszt a heraldikai bal oldal felé emelkedő ferde szárral
Kettős kereszt alsó ferde szárral (en: patriarchal cross)